# Ichneumon heinrichi
Ichneumon heinrichi là một loài tò vò trong họ Ichneumonidae.